# 欧罗斯托尼
欧罗斯托尼，是匈牙利佐洛州所辖的一个村，总面积18.45平方公里，总人口472，人口密度25.6人/平方公里（2010年1月1日）。